# Илирске градине (Сува Река)
Илирске градине је археолошки локалитет који се налази у месту Сува Река (општина Сува Река), у оквиру комплекса Широко. На налазишту је откривено вишеслојно насеље са ровом. Време градње је од енеолита до хеленистичког периода.
Најстарији слојеви датовани су у енеолитски период. Осим насеља откривени су и равни гробови и осам хумки који припадају гвозденодобском периоду. Најмлађи слојеви насеља припадају хеленистичком периоду.
Континуитет коришћења потврђује и налаз некрополе из средњег века са ретким прилозима.